# Красувка (Володавський повіт)
Красувка, або Красівка (пол. Krasówka) — село в Польщі, у гміні Володава Володавського повіту Люблінського воєводства. Населення — 203 особи (2011).

## Історія
За даними етнографічної експедиції 1869—1870 років під керівництвом Павла Чубинського, у селі переважно проживали греко-католики, які розмовляли українською мовою.
У 1921 році село входило до складу гміни Вирики Володавського повіту Люблінського воєводства Польської Республіки.
За переписом населення Польщі 10 вересня 1921 року в селі налічувалося 131 будинок (з них 15 незаселених) та 640 мешканців, з них:
- 313 чоловіків та 327 жінок;
- 381 православний, 240 римо-католиків, 19 юдеїв;
- 373 українці, 248 поляків, 19 євреїв.

До 15 червня 1946 року українське населення села повністю переселене до УРСР під час депортація українців з Польщі.
У 1975—1998 роках село належало до Холмського воєводства.

## Населення
Демографічна структура станом на 31 березня 2011 року:
|          | Загалом | Допрацездатний вік | Працездатний вік | Постпрацездатний вік |
| -------- | ------- | ------------------ | ---------------- | -------------------- |
| Чоловіки | 95      | 13                 | 70               | 12                   |
| Жінки    | 108     | 25                 | 52               | 31                   |
| Разом    | 203     | 38                 | 122              | 43                   |